# Carlos José de Oliveira
Dom Carlos José de Oliveira (Botucatu, 17 de outubro de 1967) é um bispo católico brasileiro. É o quinto bispo diocesano de Apucarana.

## Biografia
Primogênito de Mario Salvador de Oliveira e Maria Aparecida Santi de Oliveira. O seu ingresso para a vida religiosa se deu no seminário São José, a partir de onde cursou filosofia e teologia na Pontifícia Faculdade Nossa Senhora da Assunção de São Paulo.
Foi ordenado diácono no dia 8 de dezembro de 1991 e sacerdote em 4 de Outubro de 1992. De 1994 a 1996 fez o mestrado em Teologia na Pontifícia Universidade Gregoriana, em Roma. Em 2016 defendeu sua tese de doutorado em Teologia pela PUC-Rio. Retornando de Roma, em 1996, assumiu como pároco/reitor do santuário Nossa Senhora da Piedade, na cidade de Lençóis Paulista (SP), arquidiocese de Botucatu.
Desenvolveu, entre outras, as seguintes funções na arquidiocese e província eclesiástica: incardinando-se na Diocese de Mogi das Cruzes (SP), foi administrador paroquial de Nossa Senhora da Paz, em Mogi das Cruzes (1992-1994), reitor do Seminário Propedêutico (1992-1994), coordenador da Pastoral Vocacional 1992-1994), e secretário do Conselho Presbiteral (1992-1994). Em Botucatu, foi assessor da Pastoral Familiar, professor de Teologia na área dogmática na Faculdade João Paulo II, em Marília (SP), foi responsável pelo Jornal Monitor Diocesano e assessor do Encontro de Casais com Cristo (ECC) da Arquidiocese, Coordenador arquidiocesano de Pastoral, Coordenador de Pastoral da província eclesiástica de Botucatu. Além disto, foi fundador e presidente da casa de acolhida “Mãe da Piedade” para moradores de rua e toxicodependentes, foi vigário geral da Arquidiocese, foi membro do conselho de formação para presbíteros, coordenou o Conselho de Presbíteros e assumiu a função de Assessor da Renovação Carismática Católica.

## Episcopado
No dia 12 de dezembro de 2018 foi nomeado pelo Papa Francisco bispo para a Diocese de Apucarana, que estava vacante desde fevereiro de 2018. Dom Carlos José será o quinto bispo da história de Apucarana, sucedendo Dom Celso Antônio Marchiori. Sua ordenação episcopal foi no dia 19 de março, solenidade de São José, no Santuário Nossa Senhora da Piedade, em Lençóis Paulista, paróquia esta que guiou por vinte e dois anos. A celebração foi marcante na vida da arquidiocese e do Santuário por sua sobriedade, sua solenidade e sua preparação. O ordenante principal foi Dom Giovanni d'Aniello, núncio apostólico no Brasil, e co-ordenantes Dom Maurício Grotto de Camargo, arcebispo de Botucatu e Dom Celso Antônio Marchiori, bispo de São José dos Pinhais.
A posse canônica e o início do governo pastoral na Diocese aconteceu no dia 6 de abril na Catedral Basílica Menor Nossa Senhora de Lourdes, em Apucarana.